# Thinoseius ramsayi
Thinoseius ramsayi är en spindeldjursart som beskrevs av Evans 1969. Thinoseius ramsayi ingår i släktet Thinoseius och familjen Eviphididae. Inga underarter finns listade i Catalogue of Life.